# José Lamartine Soares
Dom José Lamartine Soares (Bezerros, 27 de fevereiro de 1927 — Recife, 18 de agosto de 1985) foi o sétimo Arcebispo de Maceió.
Na Páscoa de 1985, a Santa Sé nomeou para Arcebispo de Maceió, o pernambucano, D. José Lamartine Soares, que fora bispo-auxiliar de Olinda e Recife. Todavia, acometido de um neoplasma maligno, D. Lamartine faleceu antes de assumir a sua nova arquidiocese, em agosto de 1985.
Mais uma vez Maceió ficou sede vacante. As especulações sobre nomes de possíveis candidatos ao cargo começaram a aumentar. Falou-se de D. Antônio Soares Costa (então auxiliar de Natal), D. Tiago Postma (então bispo de Garanhuns), D. Acácio Rodrigues Alves (de Palmares) e até do alagoano D. Jorge Tobias de Freitas (de Nazaré da Mata). Meras conjecturas. O escolhido pela Santa Sé foi o pernambucano D. Edvaldo Gonçalves Amaral, bispo de Parnaíba, no Piauí.
Dom José Lamartine ordenou diácono o atual Arcebispo de Maceió, Dom Antônio Muniz Fernandes., quando ainda era bispo-auxiliar de Arquidiocese de Olinda e Recife.